# Sveta Bega
Sveta Bega (također Begue, Beghe, Begge) (613. – 17. prosinca 693.) bila je kći Pipina Landenskog te baka Karla Martela, koji je djed Karla Velikog.
Bila je redovnica te je proglašena svetom.
Liturgijski spomendan joj je 17. prosinca.